# Canon EOS 500N

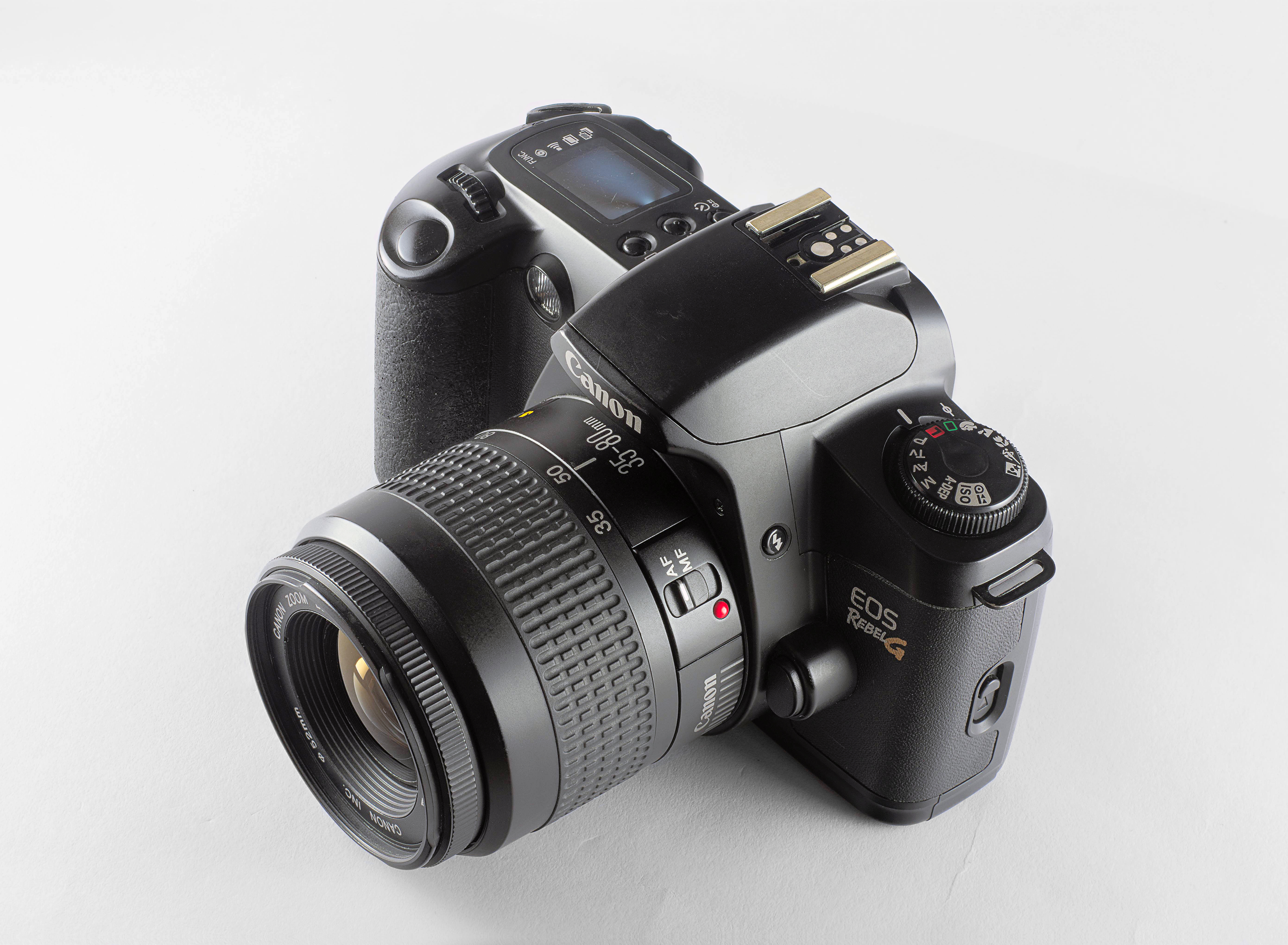
Фотокамера Canon EOS 500N зі штатним об'єктивом Canon EF 4-5,6/28-90mm.

Canon EOS 500N (на ринку США — EOS Rebel G, на японському — EOS New Kiss) — малоформатний однооб'єктивний дзеркальний фотоапарат з автофокусом. Подальша модернізація фотоапарата Canon EOS 500. Камера вироблялась з 1996 року до березня 1999 року, коли її замінила Canon EOS 300.

## Опис
Canon EOS 500N — любительська камера в якій використані такі нові на той час технічні рішення як автофокусування за трьома точками та можливість використання фотоспалахів E-TTL з синхронізацією на 1/90 секунди і E-TTL 380EX та 220EX з високошвидкісною синхронізацією до 1/2000 секунди. На верхній панелі камери розміщений дисплей, який показує обраний режим зйомки, лічильник кадрів плівки, а також точку фокусування.
Діапазон витримок: від 1/2000 до 30 секунд. Також можливі такі режими роботи: автоматична експозиція, пріоритет діафрагми, пріоритет витримки та ручний режим. В камері також є можливість мультиекспозиції та накладання до 9 експозицій на 1 знімок. Можлива як покадрова протяжка плівки, так і швидкісна зйомка зі швидкістю 1 кадр в секунду.

## Технічні характеристики
Байонет Canon EF
Фокусування:
- Звичайний автофокус;
- Ручне фокусування
- Фокусування за 3 точками з ручним керуванням

Діапазон витримок: 1/2000 — 30 сек.
Замір: 6-зонний вимір експозиції. 9.5 % точковий.
Режими роботи:
- P — автоматична експозиція,
- Av — пріоритет діафрагми
- TV — пріоритет витримки
- M — ручний режим

Автоматичні любительські режими:
- Зелена зона (повністю автоматична робота)
- Портрет
- Пейзаж
- Макро
- Спорт
- Нічний режим

Дискове управління режимами
Експокорекція +/- 2 ступені з кроком 1/2
Робота зі спалахами E-TTL
Автоматична експозиційна вилка — брекетинг (AEB)
Мультиекспозиція (9 накладення до експозицій на 1 знімок)
Автопортрет: електронний з затримкою в 10 сек.
Затвор: вертикальний, фокально плоский, з електронно-керованими витримками.
Чутливість плівки:
- Автоматичне зчитування DX 25-5000 ISO,
- Ручна установка ISO 6-6400

Протяжка плівки:
- Автоматична одиночна (покадрова),
- 1 кадр в секунду -скоростная

Спалах: синхронізація 1/90 сек
зі спалахами E-TTL 380 EX І 220 EX високошвидкісна синхронізація до 1/2000 сек.
Живлення: Дві батареї типу CR123.
Вага: 370 гр.